# Abborrtjärnet (Edsleskogs socken, Dalsland)
Abborrtjärnet är en sjö i Åmåls kommun i Dalsland och ingår i Göta älvs huvudavrinningsområde.